# Wierzbin
Wierzbin (prononciation : [ˈvjɛʐbin]) est un village polonais, situé dans la gmina de Stare Babice de la Powiat de Varsovie-ouest et dans la voïvodie de Mazovie dans le centre-est de la Pologne.
Il se situe à environ 7 kilomètres à l'ouest de Stare Babice, 6 kilomètres au nord-ouest d'Ożarów Mazowiecki et à 18 kilomètres à l'ouest de Varsovie.
Le village a une population de 384 habitants en 2010.